# Imatge d'interacció
En mecànica quàntica, la imatge d'interacció (també coneguda com a representació d'interacció o imatge de Dirac després de Paul Dirac) és una representació intermèdia entre la imatge de Schrödinger i la imatge de Heisenberg. Mentre que a les altres dues imatges, el vector d'estat o els operadors porten dependència del temps, a la imatge d'interacció tots dos porten part de la dependència temporal dels observables. La imatge d'interacció és útil per tractar els canvis en les funcions d'ona i observables deguts a les interaccions. La majoria dels càlculs teòrics de camp utilitzen la representació d'interacció perquè construeixen la solució de l'equació de Schrödinger de molts cossos com la solució del problema de partícules lliures més algunes parts d'interacció desconegudes.
Les equacions que inclouen operadors que actuen en diferents moments, que es mantenen en la imatge d'interacció, no necessàriament es mantenen en la imatge de Schrödinger o Heisenberg. Això es deu al fet que les transformacions unitàries dependents del temps relacionen els operadors d'una imatge amb els operadors anàlegs de les altres.
La imatge d'interacció és un cas especial de transformació unitària aplicada als vectors hamiltonians i d'estat.

## Definició
Els operadors i vectors d'estat de la imatge d'interacció es relacionen mitjançant un canvi de base (transformació unitària) amb els mateixos operadors i vectors d'estat de la imatge de Schrödinger.
Per canviar a la imatge d'interacció, dividim la imatge de Schrödinger hamiltoniana en dues parts:
{\displaystyle H_{\text{S}}=H_{0,{\text{S}}}+H_{1,{\text{S}}}}
Qualsevol elecció possible de parts donarà una imatge d'interacció vàlida; però per tal que la imatge d'interacció sigui útil per simplificar l'anàlisi d'un problema, normalment es triaran les parts de manera que H 0,S s'entengui bé i es pugui resoldre exactament, mentre que H 1,S conté alguna pertorbació més difícil d'analitzar. a aquest sistema.
Si l'hammiltonià té una dependència explícita del temps (per exemple, si el sistema quàntic interacciona amb un camp elèctric extern aplicat que varia en el temps), normalment serà avantatjós incloure els termes explícitament dependents del temps amb H1,S, deixant H0,S independent del temps. Seguim assumint que aquest és el cas. Si hi ha un context en el qual té sentit que H 0,S depengui del temps, es pot procedir substituint {\displaystyle \mathrm {e} ^{\pm \mathrm {i} H_{0,{\text{S}}}t/\hbar }} per l'operador d'evolució temporal corresponent a les definicions següents.

## Ús
El propòsit de la imatge d'interacció és derivar tota la dependència temporal deguda a H 0 sobre els operadors, permetent-los així evolucionar lliurement, i deixant només H1,I controlar l'evolució temporal dels vectors d'estat.
La imatge d'interacció és convenient quan es considera l'efecte d'un terme d'interacció petit, H1,S, que s'afegeix a l'hammiltonià d'un sistema resolt, H0,S. Utilitzant la imatge d'interacció, es pot utilitzar la teoria de la pertorbació depenent del temps per trobar l'efecte de H1,I, per exemple, en la derivació de la regla d'or de Fermi, o la sèrie Dyson en teoria quàntica de camps: el 1947, Shin'ichirō Tomonaga i Julian Schwinger van apreciar que la teoria de la pertorbació covariant es podia formular amb elegància en la imatge d'interacció, ja que els operadors de camp poden evolucionar en el temps com a camps lliures, fins i tot en presència d'interaccions, ara tractats de manera pertorbativa. en aquesta sèrie de Dyson.